# Noriyuki Takatsuka
Noriyuki Takatsuka –en japonés: 高塚紀行, Takatsuka Noriyuki– (28 de abril de 1985) es un deportista japonés que compitió en lucha libre. Ganó una medalla de bronce en el Campeonato Mundial de Lucha de 2006 y una medalla de plata en el Campeonato Asiático de Lucha de 2008.
En los Juegos Asiáticos de 2014 consiguió una medalla de bronce en la categoría de 61 kg.

## Palmarés internacional
| Campeonato Mundial  | Campeonato Mundial      | Campeonato Mundial | Campeonato Mundial |
| Año                 | Lugar                   | Medalla            | Categoría          |
| ------------------- | ----------------------- | ------------------ | ------------------ |
| 2006                | Cantón (China)          | Medalla de bronce  | 60 kg              |
| Juegos Asiáticos    |                         |                    |                    |
| Año                 | Lugar                   | Medalla            | Categoría          |
| 2014                | Incheon (Corea del Sur) | Medalla de bronce  | 61 kg              |
| Campeonato Asiático |                         |                    |                    |
| Año                 | Lugar                   | Medalla            | Categoría          |
| 2008                | Jeju (Corea del Sur)    | Medalla de plata   | 60 kg              |